# Raisa Kurvjakova
Raisa Kurvjakova, född den 15 november 1945 i Gorno-Ulbinka, nuvarande Kazakstan, är en sovjetisk basketspelare som var med och tog OS-guld 1976 i Montréal. Detta var första gången dambasket var med på det olympiska programmet. 